# 樽見英樹
樽見 英樹（たるみ ひでき、1959年〈昭和34年〉11月21日 - ）は、日本の厚生・厚生労働官僚。
厚生労働省大臣官房長、厚生労働省保険局長、厚生労働省医薬・生活衛生局長、内閣官房新型コロナウイルス感染症対策推進室長、厚生労働事務次官などを歴任した。

## 人物・経歴
千葉県出身。開成高等学校を経て、1982年、国家公務員採用上級甲種試験（試験区分：法律）に合格。1983年、東京大学法学部を卒業し、厚生省に入省、大臣官房人事課に配属される。同年5月、厚生省年金局企画課。1986年、厚生省保険局保険課。1988年、厚生省大臣官房総務課。1990年、厚生省薬務局経済課医薬品先端技術振興室長補佐。
1993年、外務省在アメリカ合衆国日本国大使館一等書記官。1996年、厚生省老人保健福祉局企画課長補佐。1998年、北海道保健福祉部高齢者保健福祉課長。2000年、北海道保健福祉部介護保険課長。2000年、厚生省大臣官房政策課企画官（老人保健福祉局併任）。
2001年1月、中央省庁再編に伴い厚生労働省に異動、厚生労働省大臣官房総務課企画官（老健局併任）。2002年、厚生労働省大臣官房総務課広報室長。2004年、総務省行政管理局管理官（宮内・国土交通）。2006年、関東信越厚生局総務管理官（厚生労働省健康局健康対策推進官併任）。2007年、厚生労働省大臣官房参事官（総務担当）。
2008年、社会保険庁総務部総務課長。2010年、日本年金機構本部経営企画部長。2011年、厚生労働省大臣官房参事官（人事担当）。2012年、厚生労働省大臣官房人事課長。2013年、厚生労働省大臣官房年金管理審議官。2015年、厚生労働省大臣官房審議官（健康、生活衛生担当）。
2016年、厚生労働省大臣官房長。2018年、厚生労働省保険局長。2019年から厚生労働省医薬・生活衛生局長として、医薬品、医療機器等の品質、有効性及び安全性の確保等に関する法律の改正にあたるなどした。2020年、内閣官房内閣審議官兼内閣官房新型コロナウイルス感染症対策推進室長。同年、厚生労働事務次官。2021年、厚生労働省を退官。2022年日本年金機構副理事長。